# Rabod von Kröcher
Rabod Wilhelm von Kröcher (Vogtsbrügge, Brandenburg, 30 de juny de 1880 - Groß Brunsrode, Baixa Saxònia, 25 de desembre de 1945) va ser un genet alemany que va competir a començaments del segle xx.
El 1912 va prendre part en els Jocs Olímpics d'Estocolm, on va guanyar la medalla de plata en la prova de salts d'obstacles individual del programa d'hípica, amb el cavall Dohna.